# مخاچ‌قلعه
مَخاچ‌قَلعه (یا ماخاچ قلعه) پایتخت جمهوری خودمختار داغستان در روسیه است. این شهر در غرب ساحل دریای خزر واقع شده‌است. در سال ۲۰۱۹ میلادی جمعیت مخاچ قلعه، ۶۰۱٬۲۴۸ نفر بوده‌است.

## نام شهر
سمندر، نام باستانی و اصیل این شهر است.    یکی از محله‌های این شهر، اینجی (در ترکی به معنای مروارید)  بوده و تاتارها و ترکها این شهر را اینجی‌قلعه می‌نامند که نام تیم فوتبال این شهر هم هست. البته درسال ۲۰۲۴ با صعود تیم جدیدی از این شهر، دینامو ماخاچ قلعه تیم اول این شهر درسطح اول فوتبال روسیه شده است که در آن محمدجواد حسین‌نژاد ستاره جوان ایرانی هم بازی میکرد.
نام این شهر در طی جنگ سال ۱۷۲۲ با ایران به پتروفسکوی (برگرفته از نام پتر کبیر) تغییر یافت. در سال ۱۸۵۷ این شهر به پتروفسک تغییر نام داد. از مارس تا آوریل ۱۹۱۸ و همچنین از نوامبر ۱۹۱۸ تا مارس ۱۹۲۰ در طول جنگ داخلی، این شهر در اختیار نیروهای ضد بلشویک بود و به افتخار شیخ شامل داغستانی شامل‌قلعه نامیده شد. به خاطر محمدعلی داخادایف  ملقب به ماخاچ (در روسی به معنی جنگجو) در سال ۱۹۲۲ به ماخاچ‌قلعه تغییر نام داد.

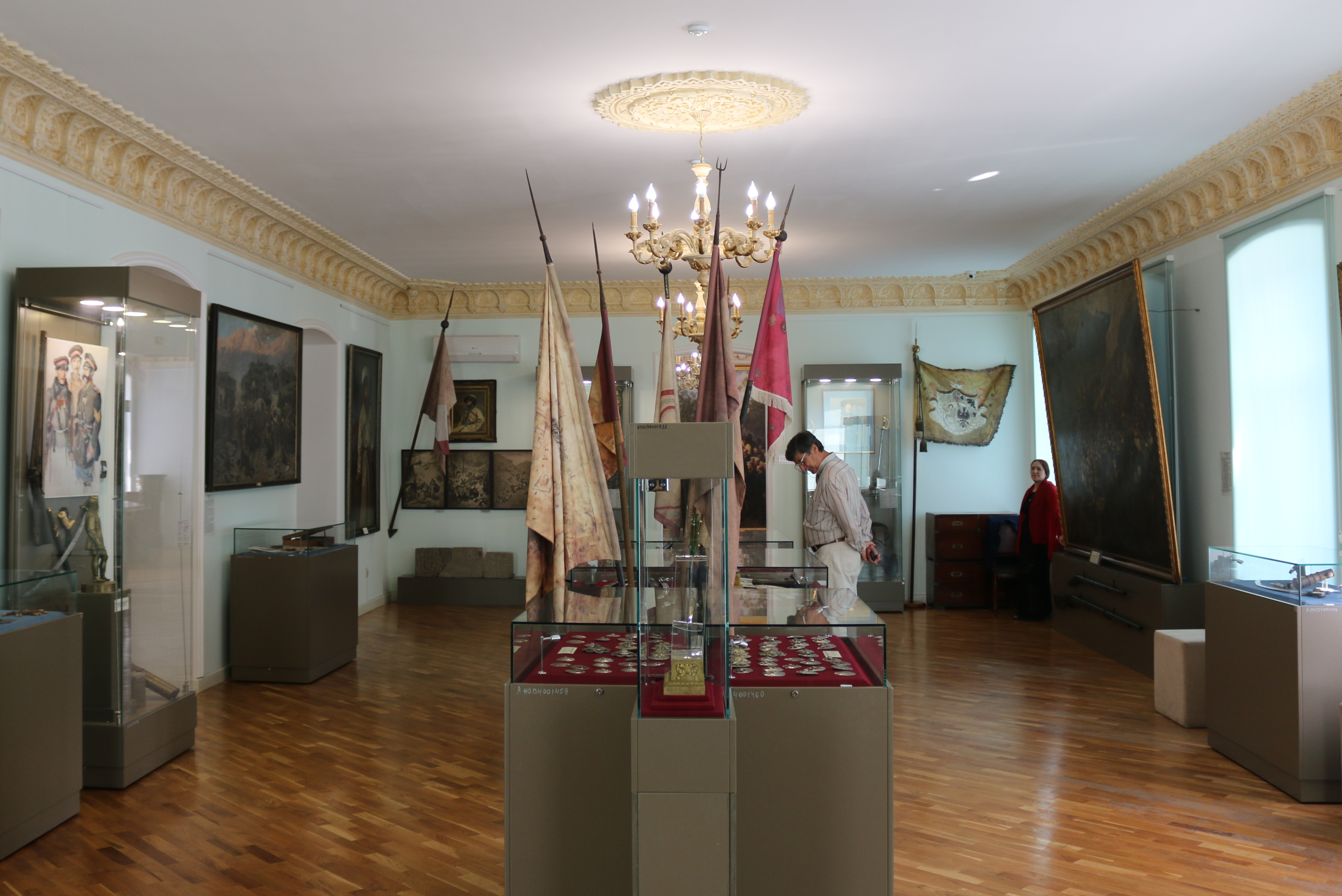
موزه ملی جمهوری داغستان در مخاچ قلعه

مخاچ قلعه دارای جاذبه‌های گردشگری گوناگونی مانند موزه ملی جمهوری داغستان، مسجد جامع مخاچ‌قلعه و موزه هنرهای زیبای داغستان است.

## اقوام
در سال ۱۹۹۴ مردم مخاچ قلعه شامل: 
- ۲۰٪ آوار
- ۲۰٪ روس
- ۱۰٪ دارگین
- ۵۰٪ دیگران

نژاد مردم مخاچ قلعه بنا به مآخذ دیگر: 
- ۲۱٪ آوار
- ۱۸٪ روس
- ۱۵٪ کومیک
- ۱۲٫۴٪ دارگی
- ۱۲٪ لاک
- ۹٫۵٪ لزگی
- ۴٫۳٪ چچن
- ۱٫۶٪ آذری

## دین و مذهب
اکثریت اسلام و اقلیتی نیز ارتدوکس هستند.

## شهرهای خواهرخوانده
اسپوکین درایالت واشینگتن 